# Línea de alta velocidad Hannover-Wurzburgo

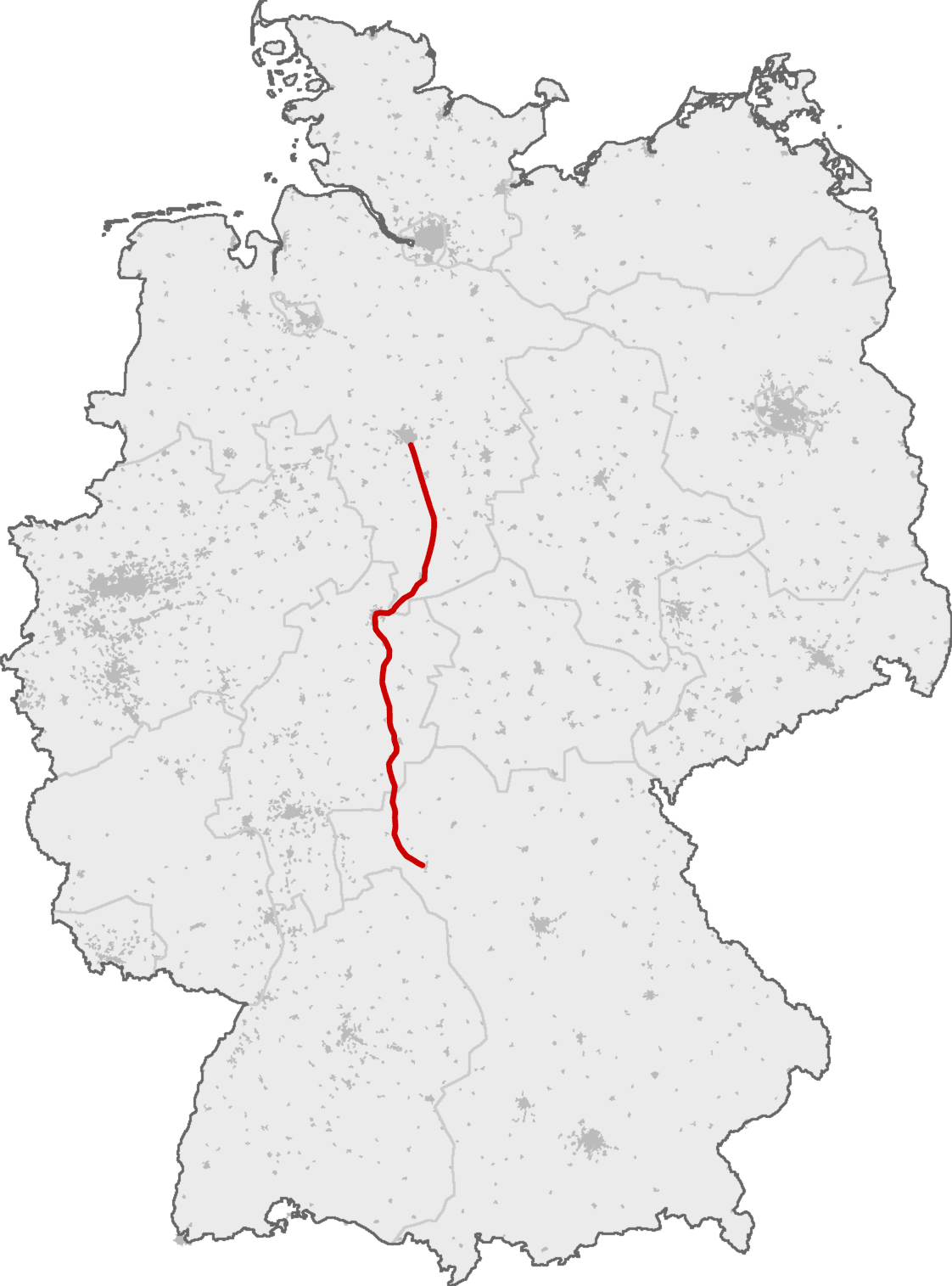
En rojo el recorrido de la Línea de Alta Velocidad Hannover - Wurzburgo.

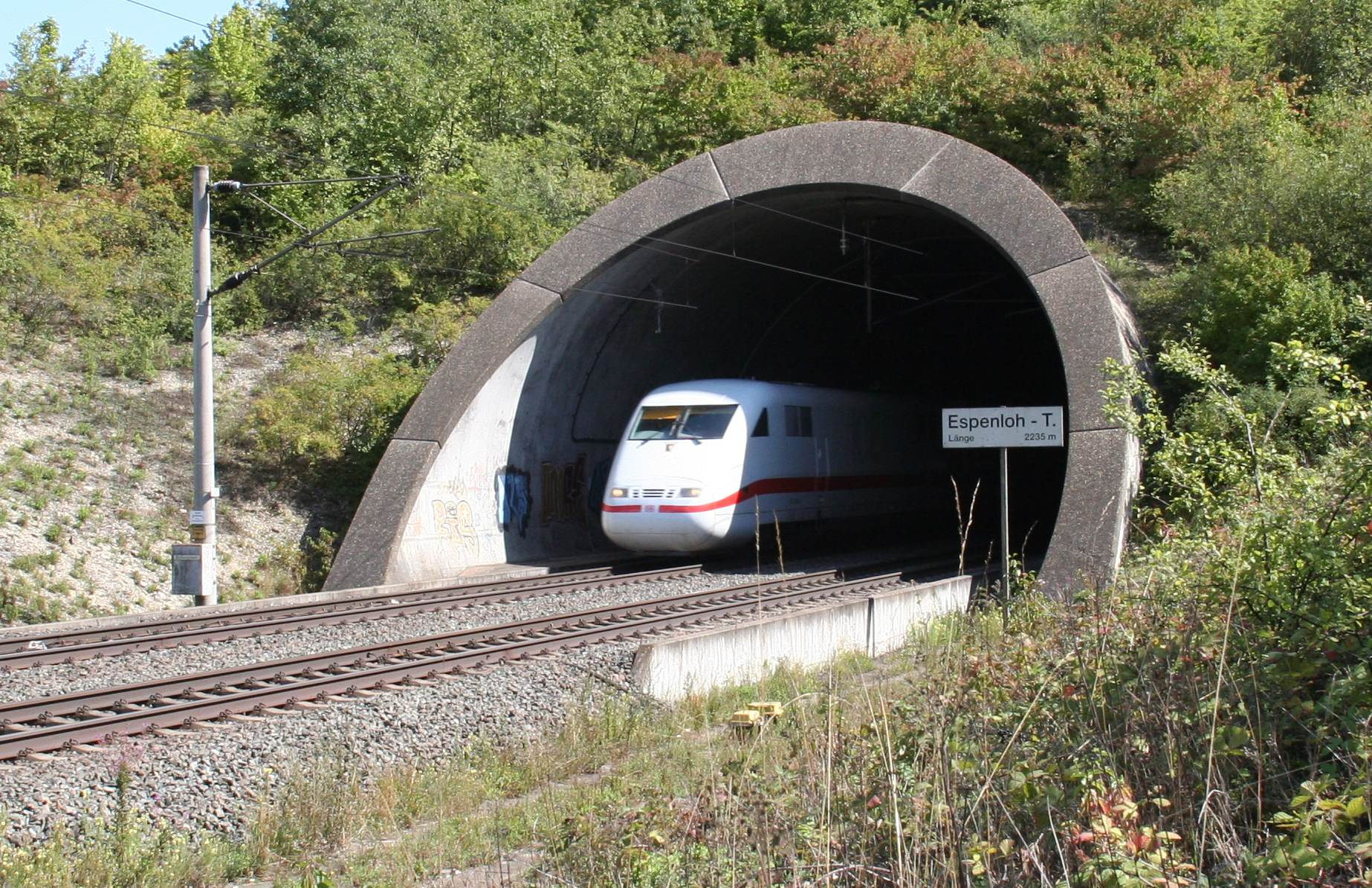
InterCityExpress.

La línea de alta velocidad Hannover - Wurzburgo fue la primera de varias líneas ferroviarias de alta velocidad para el tráfico de trenes InterCityExpress que fueron construidas en Alemania. 
La línea comienza técnicamente en la aldea de Rethen y termina varios kilómetros al norte de Wurzburgo. En la práctica vincula Hannover y Wurzburgo con paradas en Gotinga, Kassel y Fulda. La construcción comenzó a partir de 1973 y se habilitó completamente en 1991. Mide 327 km de longitud y sigue siendo la línea ferroviaria de alta velocidad más larga de Alemania. Sus costes se estiman en aproximadamente 20,45 millones € por kilómetro.